# RNA聚合酶V
RNA聚合酶V（英語：RNA polymerase V）是一种植物细胞核中特有的RNA聚合酶，和RNA聚合酶IV一样参与小干扰RNA(siRNA)的转录。RNA聚合酶V转录siRNA诱导DNA甲基化而导致异染色质沉默。
RNA聚合酶V由12个亚基组成，与RNA聚合酶Ⅱ亚基旁系同源。两个最大的亚基（催化位置）是最保守的，与真核生物和细菌的聚合酶都有很高的相似性。